# 바레인 요리

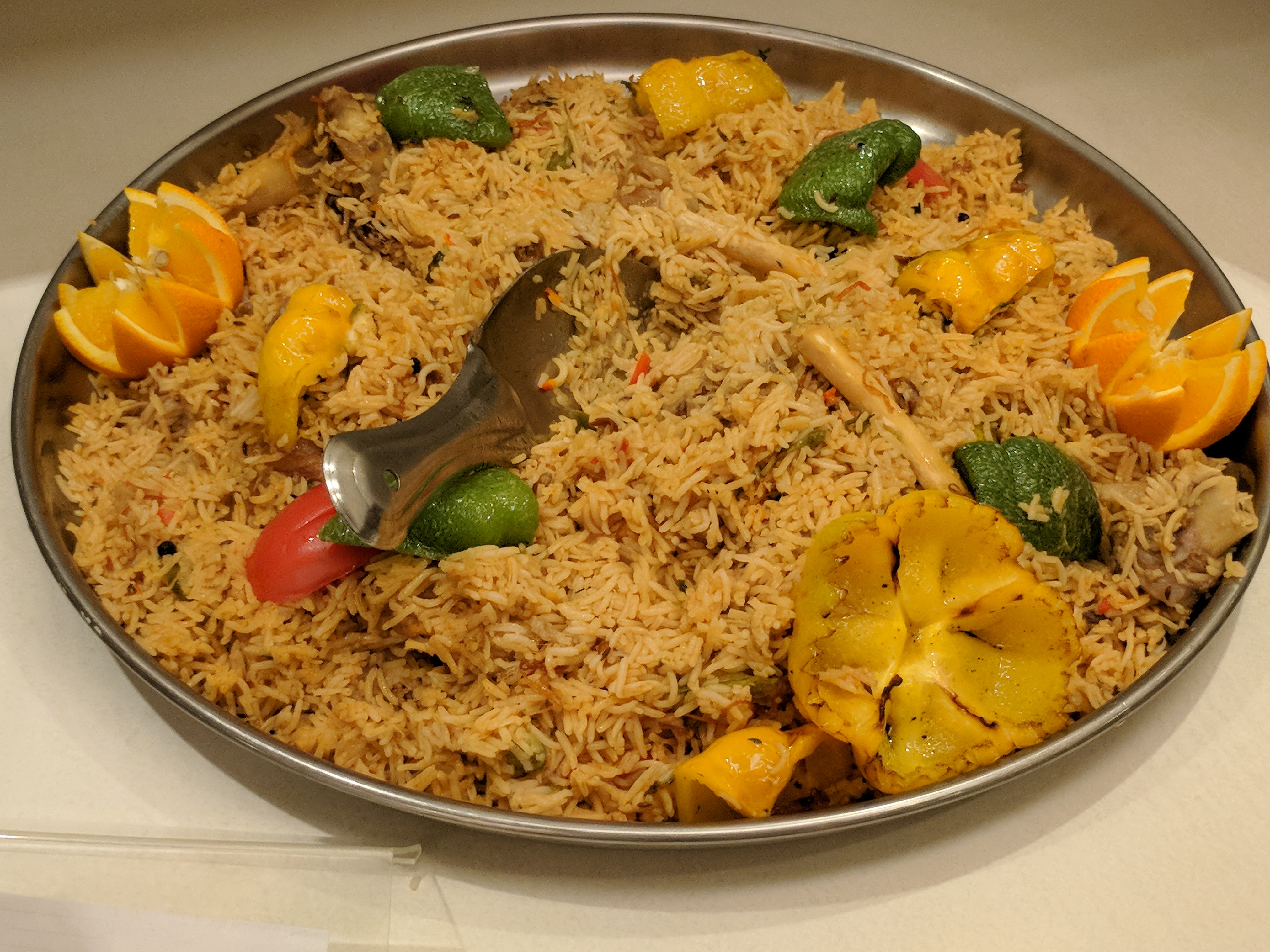
캅사

바레인 요리(Bahrain 料理, 아랍어: مطبخ بحريني 마트바크 바흐라이니이[*])는 서남아시아에 있는 바레인의 요리이다. 생선, 육류, 쌀, 대추야자 열매 등을 주로 사용한다. 가장 유명한 요리는 육류와 생선을 가져다 만드는 마크부스(مجبوس)이며 또다른 것 하나는 무하마르(محمر)로서 설탕과 야자 열매를 쌀과 같이 요리한 것이다.
바레인 국민들은 아랍식 샌드위치인 팔라펠을 미트볼과 빵, 양고기나 닭고기를 썰어 넣어 요리한다. 전통 과자는 삼부사가 있다.
바레인은 바다를 끼고 있기 때문에 생선 요리를 예로부터 많이 즐겼으며 이는 한국식 찜, 구이, 탕 요리로 생각될 수 있을만큼 다채롭다. 독가시치류(Safi), 고등어, 도미 등도 흔하다. 밥과 같이 먹으며 영국의 식민지였을 때 영국식 피시 앤 칩스가 유행했다.
또다른 진미는 양고기 바비큐의 일종인 '꾸지'(Qoozi, قوزي)가 있으며 쌀과 삶은 달걀,양파, 기타 향신료를 속에 넣어서 바비큐로 먹는다. 전통적으로 즐기는 빵은 '쿠브즈' (Khubz, خبز)라고 부른다. 마햐와라고 하는 생선용 소스와 같이 먹는데 구울 때는 특이한 오븐에 굽는다.
가장 대중적인 후식은 할와 쇼와이터로 할바(꿀과 깨로 만든 과자)를 샤프란과 여러 종류의 견과를 섞어서 만드는 젤리이다.
바레인에서는 커피를 '가화'(Gahwa, قهوة)라고 부르는데 잔을 대개 작게 먹는 것이 습관이다. 커피잔으로 먹는 잔이 따로 있는데 '핀잔'(finjan, فنجان)이라고 부른다.
단맛이 풍기는 담배가 있는 것이 특징인데 이를 쉬샤(Sheesha,يشة)라고 부르며 야외 카페에서는 그냥 서비스로 내온다. 시골 지방에서는 쉬샤를 피우는 사람들을 흔히 볼 수 있다.

## 같이 보기
- 아랍 요리
- 중동 요리